# Saint Paul (Minnesota)
Pour les articles homonymes, voir Saint Paul.
Saint Paul (en anglais : [seɪnt ˈpɔːl]) est la capitale de l'État du Minnesota, aux États-Unis. Selon le Bureau de recensement des États-Unis, avec 307 465 habitants, elle est la deuxième ville de l'État par le nombre d'habitants après Minneapolis, avec laquelle elle forme la conurbation de Minneapolis-Saint Paul, qui compte 3 757 952 habitants en 2024.

## Géographie

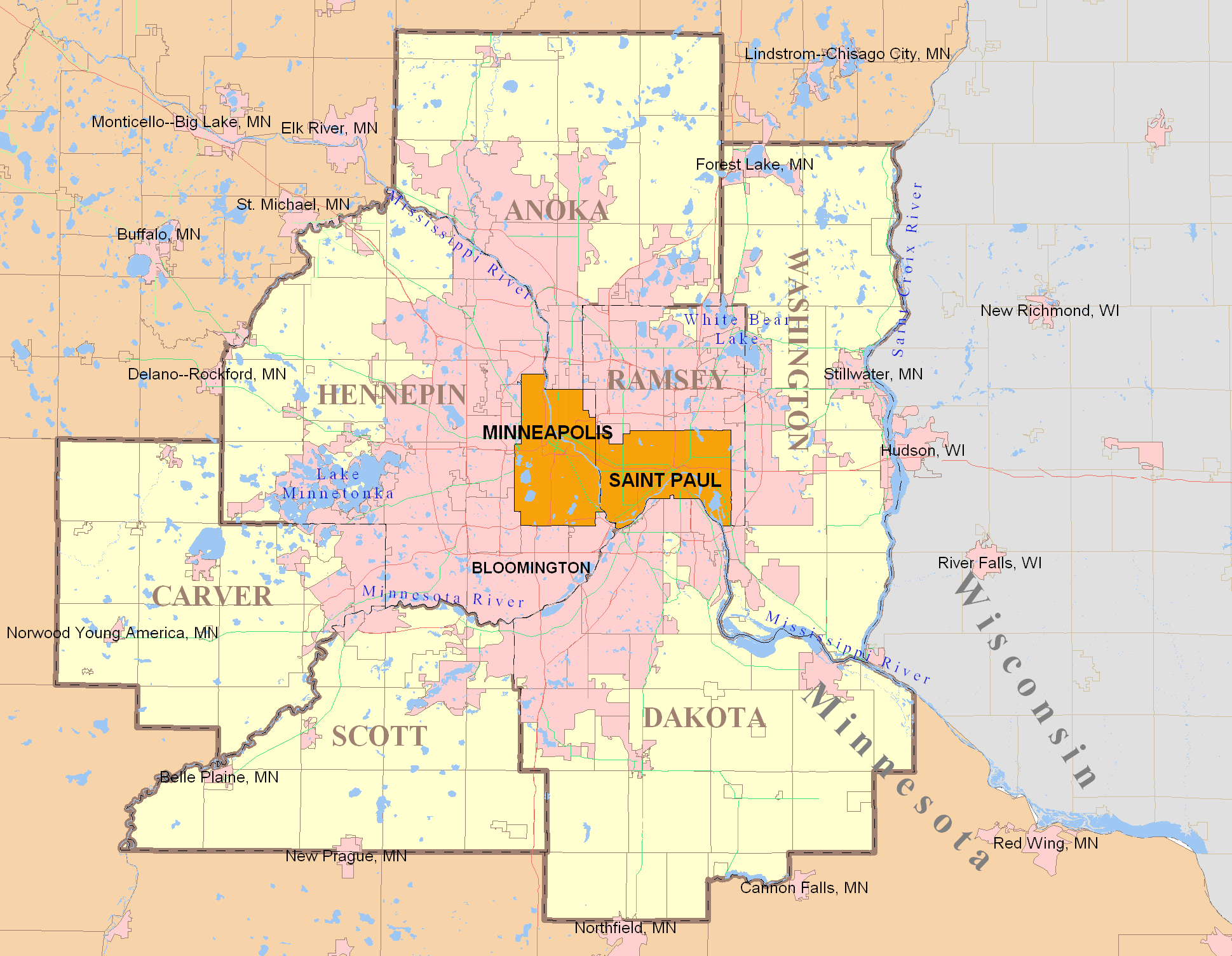
Carte de la conurbation de Minneapolis-Saint Paul.

Saint Paul se situe dans le nord du Midwest des États-Unis, région du centre de l'Amérique du Nord à environ 650 km au nord-ouest de Chicago et 400 km du Canada. Plus précisément, la ville est localisée dans le centre-est de l'État du Minnesota, dans le comté de Ramsey, non loin de la frontière avec le Wisconsin.

## Histoire
Saint Paul commença à être fréquentée par des trappeurs, des aventuriers et des missionnaires au début du XIXe siècle, après la construction du fort Snelling. La plupart d'entre eux venaient du Canada proche et de l'est des États-Unis. Ils se regroupèrent d'abord à la confluence du Mississippi et du Minnesota. Le premier habitant fut un canadien, Pierre Parrant, qui ouvrit le premier commerce et habitation à Saint Paul. Au début des années 1820, la région devint un centre important de commerce. En 1841, le père missionnaire catholique français Lucien Galtier établit la Cathedral of St Paul qui donna son nom à la ville. Saint Paul fut ensuite la capitale du territoire puis de l'État du Minnesota (1858).
C'est dans cette ville qu’Irma LeVasseur, première femme médecin québécoise, fut formée avant de retourner pratiquer au Québec et en Europe.
En 1931, le chômage et la misère provoqués par la Grande Dépression entraînent des émeutes de la faim dans la ville.

Saint Paul dans les années 1900.

## Démographie
| Groupe            | Saint Paul | Minnesota | États-Unis |
| ----------------- | ---------- | --------- | ---------- |
| Blancs            | 60,1       | 85,3      | 72,4       |
| Afro-Américains   | 15,7       | 5,2       | 12,6       |
| Asiatiques        | 15,0       | 4,0       | 4,8        |
| Autres            | 3,9        | 2,0       | 6,4        |
| Métis             | 4,2        | 2,4       | 2,9        |
| Amérindiens       | 1,1        | 1,1       | 0,9        |
| Total             | 100        | 100       | 100        |
|                   |            |           |            |
| Latino-Américains | 9,6        | 4,7       | 16,7       |

La ville de Saint Paul abrite une importante population hmong, qui en 2010 représente 10 % de la population.
La population latino est quant à elle majoritairement composée de Mexicano-Américains.
Selon l'American Community Survey, pour la période 2011-2015, 72,40 % de la population âgée de plus de 5 ans déclare parler anglais à la maison, alors que 9,72 déclare parler une langue hmong, 6,86 % l'espagnol, 3,92 % une langue africaine, 0,72 % le vietnamien, 0,57 % une langue chinoise, 0,53 % le français et 5,27 % une autre langue.

## Monuments et sites
- Science Museum of Minnesota
- Le capitole dû à Cass Gilbert
- Le RiverCentre
- Le Xcel Energy Center
- Le Mississippi
- Mall of America (Bloomington) le plus grand centre commercial
- Le campus de l'université du Minnesota
- La cathédrale Saint-Paul de Saint Paul
- Fort Snelling National Historic Site
- Fort Snelling State Park
- Como Zoo and Conservatory

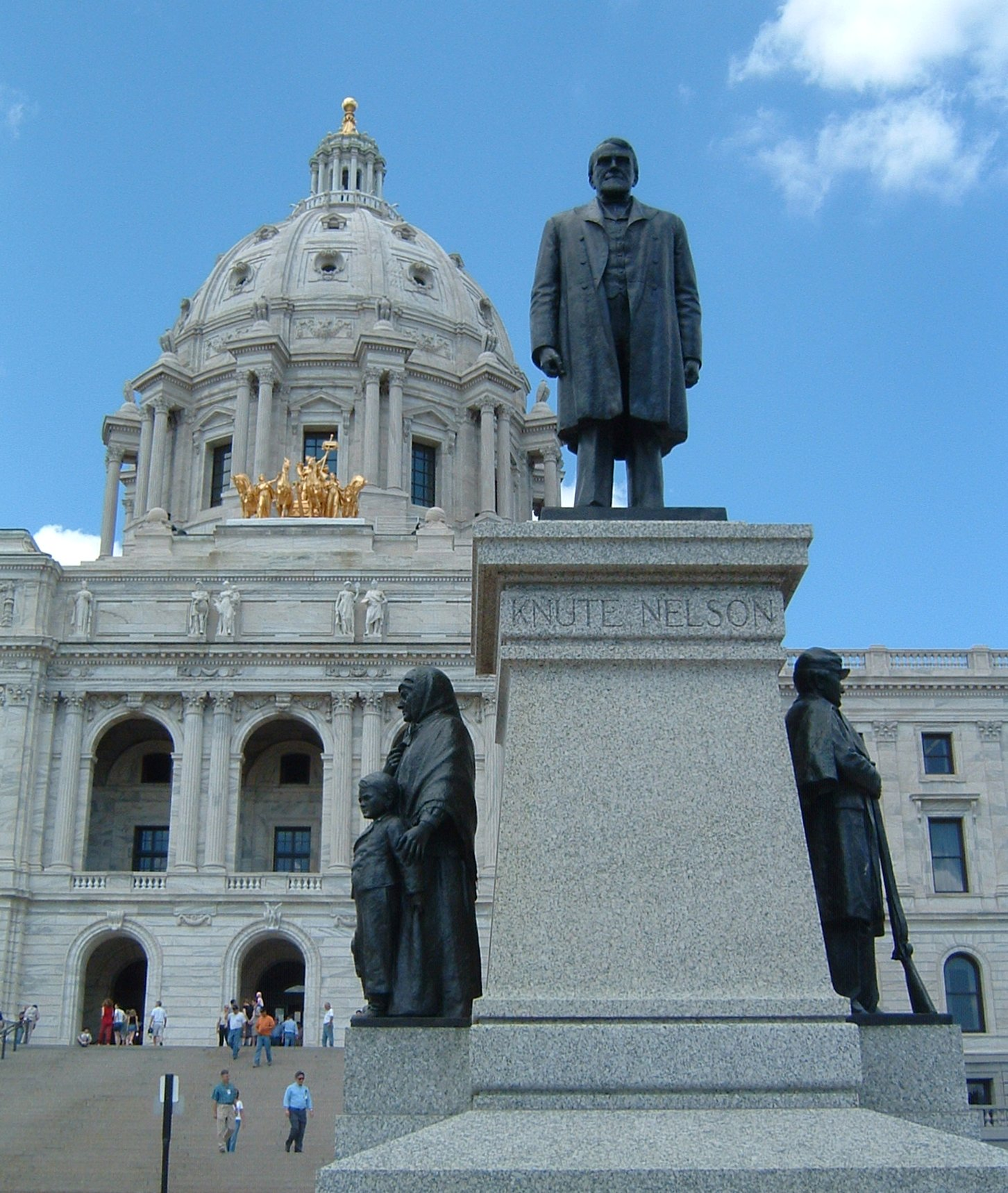
Le Capitole de l’État du Minnesota.
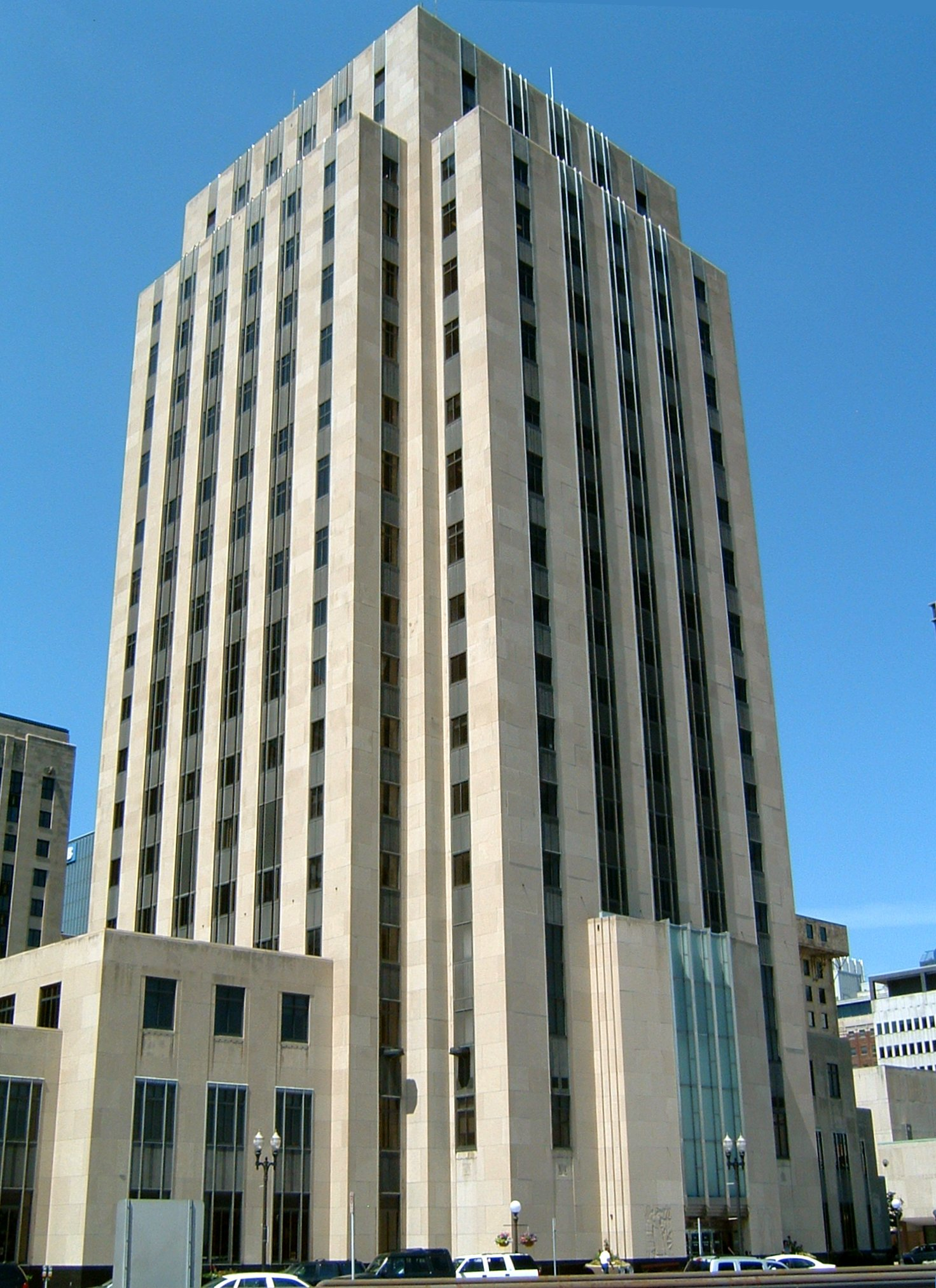
L’hôtel de ville de Saint Paul.
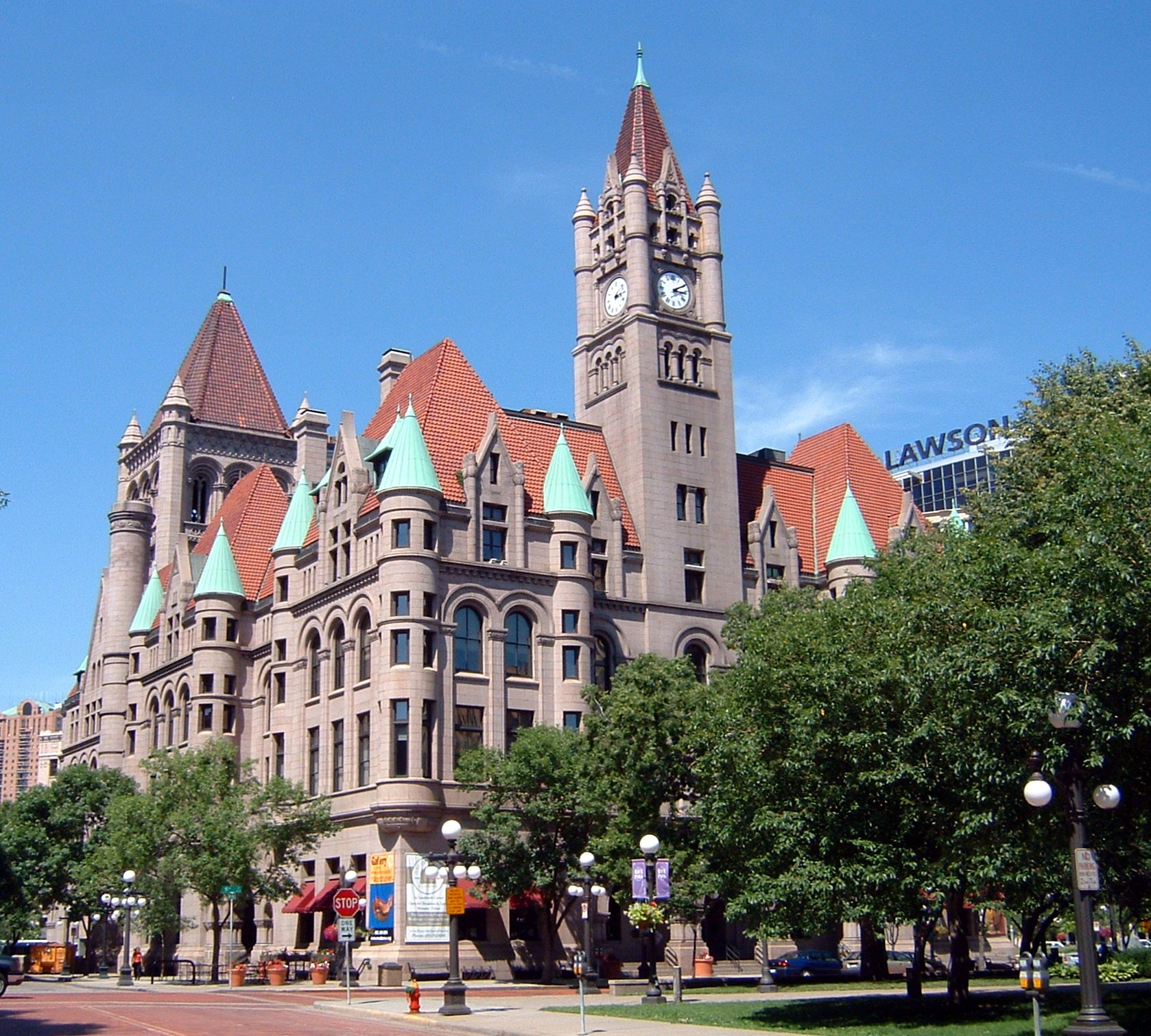
Landmark Center au centre-ville.
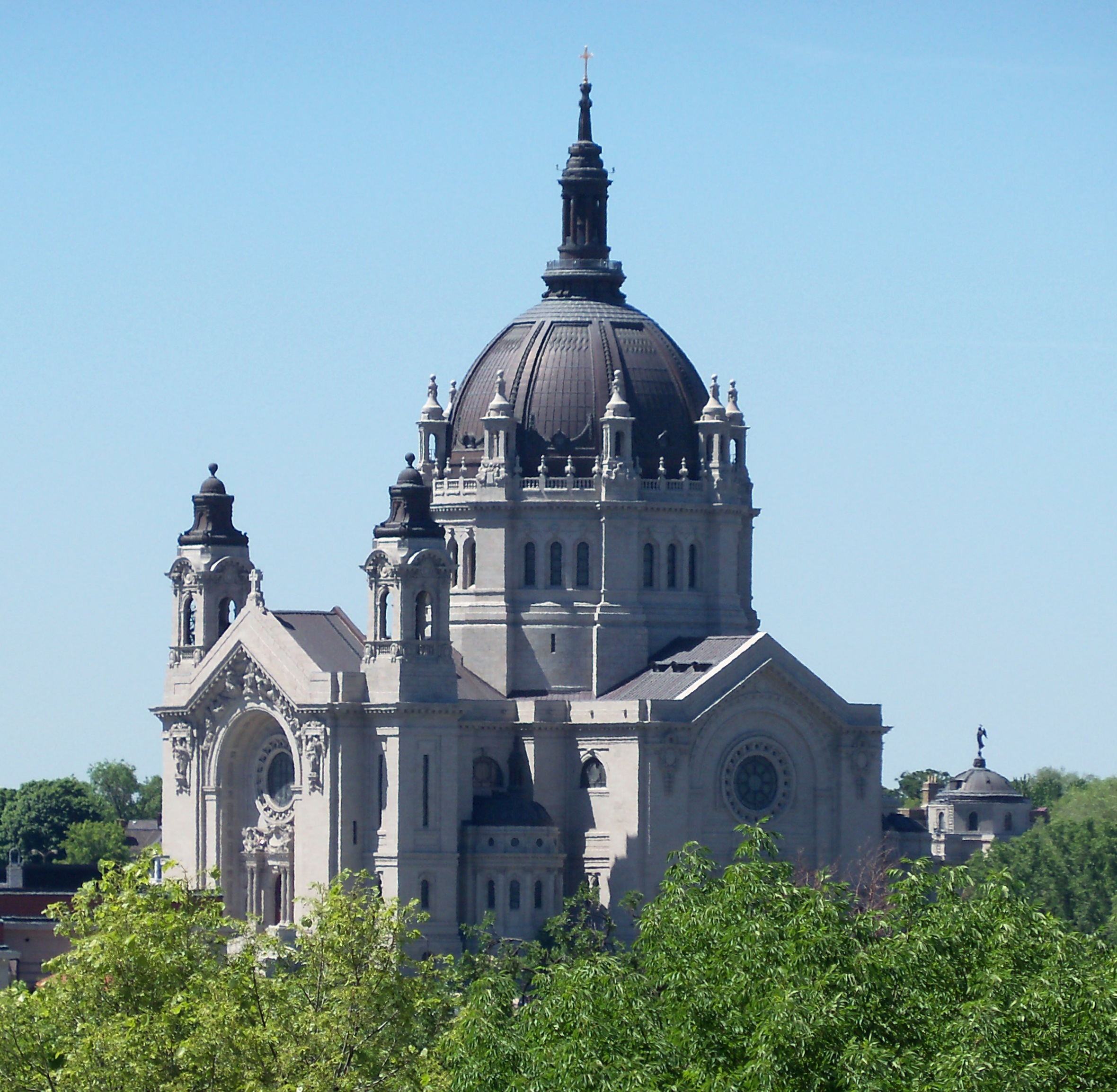
Cathédrale Saint-Paul.

## Enseignement
- Université Hamline
- Université du Minnesota

## Sports
- Wild du Minnesota, Ligue nationale de hockey
- Twins du Minnesota, Ligue majeure de baseball
- Golden Gophers du Minnesota, Championnat NCAA de football américain
- Vikings du Minnesota, National Football League
- Timberwolves du Minnesota, National Basketball Association
- Lynx du Minnesota, Women's National Basketball Association
- Minnesota United Football Club, Major League Soccer

## Jumelages

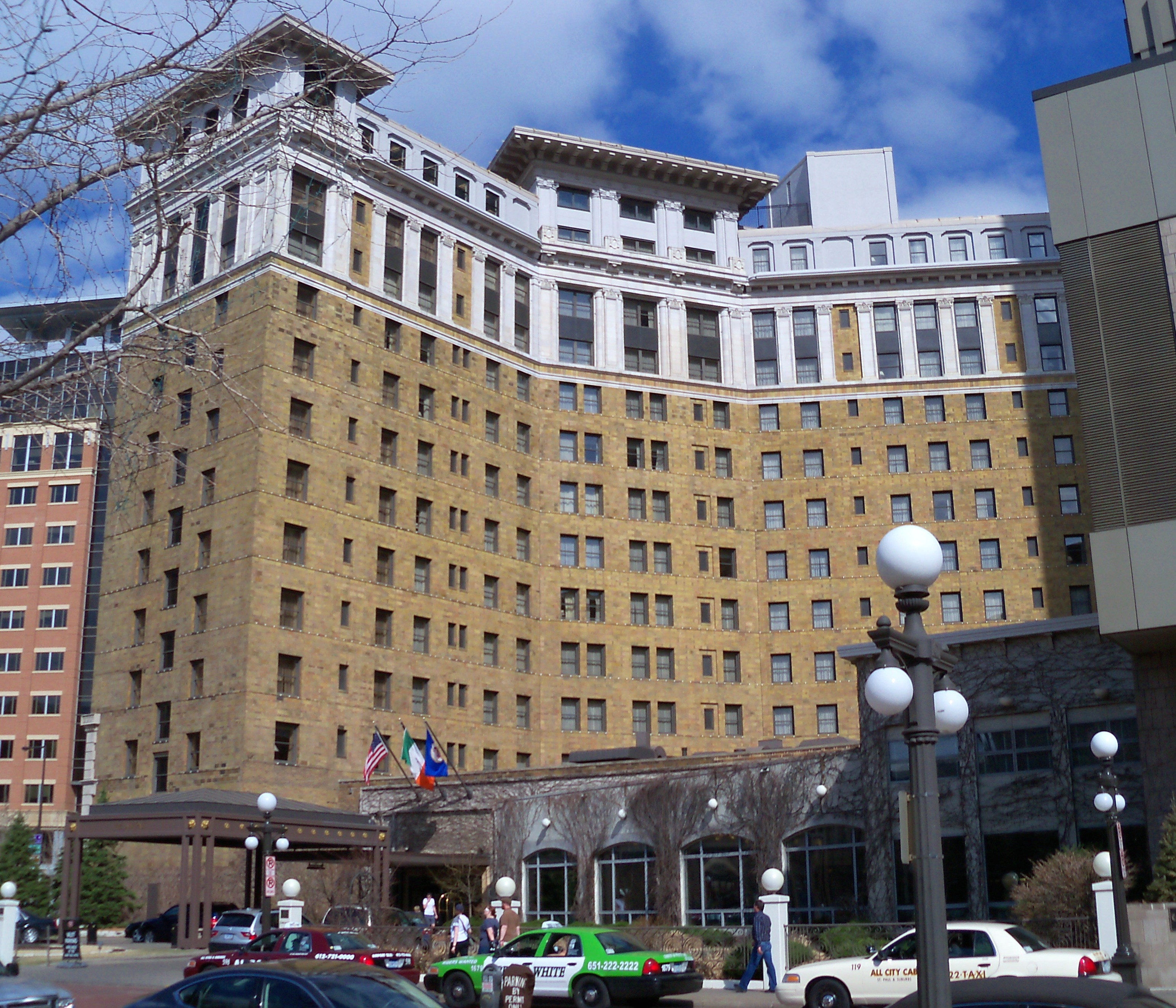
The Saint Paul Hotel, en centre ville.

- Nagasaki (Japon) depuis 1955
- Hadera (Israël) depuis 1981
- Culiacán (Mexique) depuis 1983
- Changsha (Chine) depuis 1987
- Lawaaikamp (Afrique du Sud) depuis 1988
- Modène (Italie) depuis 1989
- Novossibirsk (Russie) depuis 1989
- Ciudád Romero (Salvador) depuis 1991
- Tibériade (Israël) depuis 1996
- Neuss (Allemagne) depuis 1999
- Manzanillo (Mexique) depuis 2002